# Steven Hiller
Steven Hiller fue un personaje ficticio de la película Independence Day, creado por Roland Emmerich. Fue interpretado por Will Smith y en Hispanoamérica fue doblado por Juan Alfonso Carralero, fue el capitán, el coronel y el piloto del Cuerpo de Marines de los Estados Unidos y héroe de la guerra de 1996.

## Personalidad
Steven Hiller fue piloto de combate, quién estuvo casado con la Dra. Jasmine Dubrow-Hiller, y vivían junto con su único hijastro Dylan Dubrow-Hiller. Steven tenía la aspiración de convertirse en astronauta. Pero a pesar de su historial de servicio excelente, fue rechazado por la NASA.

## Día de la Independencia(1996)
Cuando los alienígenas llegaron a la tierra durante la mañana del 2 de julio de 1996, Steven y su novia Jasmine Dubrow-Hiller dormían inadvertidos del peligro, hasta despertarse esa mañana para ver un Destructor de Ciudades sobre Los Ángeles. Steven fue llamado nuevamente de su descanso a pesar de las protestas y el miedo de Jasmine. Para calmarla, él le pidió a ella y su hijo Dylan que se fueran esa tarde para la base aérea de El Toro, donde se reuniría con ellos y vería que no había razón para alarmarse.
Después de que los extraterrestres comenzaron su ataque, Steven guía al Escuadrón de "Los Caballeros Negros" en un contraataque contra el Destructor de Ciudades cerca de lo que queda de la ciudad de Los Ángeles. El contraataque se convirtió en un desastre, ya el destructor y sus atacantes estaban equipados con escudos de energía que los hacían invulnerables a las armas convencionales. El Escuadrón entero de Steven es aniquilado, obligando a él y a su compañero Jimmy Wilder a huir al ser perseguido por los atacantes. Jimmy es asesinado durante la persecución. Sin embargo, Steven logró derribar a uno de sus perseguidores con el paracaídas de su avión y hacer que se estrellara. En el proceso, Steven somete al piloto del caza alien.
Durante varias horas, Steven arrastró al alien inconsciente mientras caminaba por el Desierto de Nevada, y es rescatado por Russell Casse, quien viaja a través del desierto con un grupo de refugiados. Steven guía al convoy y así llevaron inmediatamente al alienígena al Área 51, en donde lo enseña a los guardias de la entrada como su "pase de acceso", dándole así también acceso a los refugiados.
Después de que el alien fuera llevado a aislamiento, Steven luego planeaba volver a El Toro, pero cuando le pidió al General William M. Grey permiso para volver, sólo para enterarse de que la base fue destruida, lo que lo llevó a pensar que su familia había fallecido, a pesar de no saber que habían sobrevivido y llegado a El Toro después del ataque. Aunque deprimido, Hiller de alguna manera supo que Jasmine y Dylan sobrevivieron y tomó un helicóptero para volar hasta El Toro, sintiéndose aliviado al verlos vivos junto a un grupo de refugiados, entre ellos la primera dama Marilyn Whitmore. Steven les subió al helicóptero y los llevó al Área 51.
Cuando se propuso el plan de contraataque contra los invasores, Steven se ofreció para ser el piloto del caza atacante reparado, con David Levinson acompañándolo para implementar un virus informático y plantar un misil nuclear a bordo de la nave nodriza extraterrestre. Hiller aseguró que él había visto las naves en acción y así era el único calificado para adaptarse a lo que dicho caza era capaz de hacer en vuelo. Antes de su misión, Steven se casó oficialmente con Jasmine. Steven y David realizaron con éxito su objetivo y apenas lograron escapar de la enorme explosión causada por la bomba nuclear que destruyó totalmente la nave nodriza. Los dos lograron estrellarse a salvo en el desierto cerca del Área 51, y son recibidos por sus familias y felicitados por el Presidente Whitmore.

## Después de la Guerra
Pese a la derrota de los extraterrestres, Hiller participó en la neutralización de extraterrestres sobrevivientes que quedaban en Rusia.
Algunos años después de la invasión, Steven y su familia vivieron temporalmente en Washington D. C. hasta trasladarse a Nevada en el que se incorporó a la Defensa Espacial Terrestre, sirviendo como instructor de vuelo y piloto de pruebas. Fue enviado a China como asesor técnico y conoció a Jiang Lao y su sobrina Rain Lao, a quien le dio un autógrafo.

## Muerte
El 27 de abril de 2007, se ofreció como voluntario para probar un caza experimental híbrido alienígena, siendo consciente del peligro potencial del avión en el cual se negó a que pilotos inexpertos fueran puestos en peligro durante el vuelo de prueba del caza. Hiller voló el caza en la Expo de primavera de la Defensa Espacial Terrestre en 2007; en la que el avión sufrió una falla haciéndolo explotar violentamente, matando a Hiller. Se determinó que Hiller murió por la explosión de la unidad de fusión.
La muerte de Hiller fue muy publicitada, en el que la administración de Lucas Jacobs sufrió severas críticas por negligencia, por apresurar la fabricación del prototipo de caza híbrido de combate antes de que estuviera listo. El incidente también provocó que David Levinson se convirtiera en Director de la  Defensa Espacial Terrestre para prevenir similares negligencias de gobierno sobre la  Defensa Espacial Terrestre.

## Día de la Independencia 2: el Contraatque(2016)
En Área 51, el Capitán Dylan Dubrow-Hiller miró la foto de su padrastro Steven y madre Jasmine y él mismo cuando era niño.
- Datos: Q30914763